# كارمن كاس
كارمن كاس (بالإستونية: Carmen Kass)‏ هي عارضة أزياء وسياسية سابقة إستونية ولدت في يوم 14 سبتمبر 1978 في مدينة تالين عاصمة إستونيا، عملت مع مايكل كوروس حيث أصبحت عارضة أزياء مشهورة بعد ذلك، في سنة 2002 تم تصنيفها على كونها ثاني أغنى عارضة أزياء في العالم، في سنة 2004 رشحت كاس نفسها لخوض انتخابات البرلمان الأوروبي مع حزب الشعب الأحمر الإستوني إلا أنها فشلت في نيل الأصوات الكافية للفوز بعضوية البرلمان الأوروبي، كما شغلت منصب رئيسو الأتحاد الإستوني للشطرنج من سنة 2004 إلى سنة 2011.

## بداية حياتها
ولدت كاس في عاصمة إستونيا تالين وتربت في قرية ماو بالقرب من بلدة بايده في مقاطعة يارفا مع أختها الكبرى فكتوريا وشقيقها الأكبر كوتي لأم إسمها كويدو بودر وأب معلم شطرنج من بلدة بولفا إسمه فكتور كاس.

## المسيرة المهنية

### الموضة
في عمر ال14 سنة بدأت مسيرتها في عرض الأزياء بعد زيارتها لميلانو، لم تكن بداياتها موفقة في المهنة، لكن بعد انتقالها إلى باريس في عمر ال18 شهرت لاحقاً بعد تسويق صورها في أغلفة المجلات الأمريكية والإيطالية والفرنسية والبريطانية والأسترالية كان أشهرها في مجلة فوغ وإل ومدام فيغارو ونوميرو وكان ذلك في سنة 1997.
عملت كاس بعد ذلك مع عدة مصممي أزياء وعلامات من أنا وينتور ومارك جاكوبس ومايكل كوروس وكالفن كلاين ورالف لورين ودونا كاران ودولتشي أند غابانا وشانيل ودين ودان كاتن وفيرزاتشي وجيفنشي وفيندي وماكس مارا وفالنتينو ونارسيسكو رودريغيز وسيفورا وغاب وريفلون وكريستيان ديور، نالت كارمن كاس بعدها عدة جوائز وفي سنة 2007 أصبحت الناطقة الرسمية لشركة ماكس فاكتور. وفي سنة 2000 نالت جائزة عارضة أزياء السنة من قبل حفل جوائز فوجي/في إتش 1،

### السينما
أثناء إقامتها في نيويورك إنضمت إلى معهد لي ستراسبيرغ للمسرح والسينما، وفي سنة 2004 مثلت في الفيلم الإستوني Täna öösel me ei maga أي نحن لن ننام الليلة، كما لعبت دور صغير في فيلم زولاندر في سنة 2001.

### السياسة
في فبراير 2004 إنضمت كاس إلى حزب الشعب الأحمر في إستونيا، ورشحت نفسها لخوض انتخابات البرلمان الأوروبي في مايو 2004، نالت كاس 2,315 صوت إلا أنها لم تكن كافية للفوز بالعضوية في البرلمان الأوروبي.

### الشطرنج
كاس أيضاً كانت لاعبة شطرنج وقد أصبحت رئيسة الاتحاد الإستوني للشطرنج من سنة 2004 إلى سنة 2011، في سنة 2008 كانت رئيسة حملة ترشيح تالين لخوض منافسات أولمبياد الشطرنج 2008 إلا أنه قرر إجراء المنافسات في مدينة دريسدن في ألمانيا بدلاً منها.

### الأعمال
كاس هي إحدى مالكات شركة بالتيك للموضة التي تمتلكها أمها، كما تمتلك عدة شركات خاصة داخل إستونيا وخارجها.

## الحياة الشخصية
إرتبطت كارمن بعلاقة مع لاعب الشطرنج الألماني إيريك لوبورن من سنة 2004 إلى سنة 2014،
تتقن كارمن كاس التكلم باللغات الإستونية والإنجليزية وتتقن التحدث بالروسية والإيطالية.

## روابط خارجية
- كارمن كاس على موقع IMDb (الإنجليزية)
- كارمن كاس على موقع ألو سيني (الفرنسية)
- كارمن كاس على موقع إن إن دي بي (الإنجليزية)
- كارمن كاس على موقع قاعدة بيانات الفيلم (الإنجليزية)
- كارمن كاس على موقع كينوبويسك (الروسية)
- كارمن كاس على موقع دليل عارضات الأزياء (الإنجليزية)
- كارمن كاس - على موقع قاعدة بيانات الافلام
- كارمن كاس - على موقع دليل عارضات الازياء